# Даниэль Фрейр Кристьяунссон
Даниэль Фрейр Кристьяунссон (исл. Daníel Freyr Kristjánsson; род. 30 августа 2005) — исландский футболист, защитник клуба «Мидтьюлланн» и сборной Исландии до 21 года. На правах аренды выступает за «Фредерисию».

## Карьера
На молодежном уровне выступал за «Стьярнан». Дебютировал за основную команду в чемпионате Исландии 13 сентября 2021 года в матче с «Хабнарфьордюром» в возрасте 16 лет. В 2022 году перешел в «Мидтьюлланн». В 2024 году отправился в аренду во «Фредерисию».

## Карьера в сборной
Выступал за молодежные команды Исландии.